# Missouri Breaks
Missouri Breaks är en amerikansk västernfilm från 1976 i regi av Arthur Penn.

## Handling
Ranchägaren David Braxton lejer revolvermannen Lee Clayton för att hantera ett gäng boskapstjuvar.

## Rollista i urval
- Marlon Brando - Lee Clayton
- Jack Nicholson - Tom Logan
- Randy Quaid - Little Tod
- Kathleen Lloyd - Jane Braxton
- Frederic Forrest - Cary
- Harry Dean Stanton - Calvin
- John McLiam - David Braxton
- John P. Ryan - Si